# 아나토미 2
《아나토미 2》(Anatomie 2, Anatomy 2)는 독일에서 제작된 슈테판 루조비츠키 감독의 2003년 공포, 스릴러 영화이다. 바나비 메츠슈럿 등이 주연으로 출연하였고 제이콥 클라우센 등이 제작에 참여하였다.

## 출연

### 주연
- 바나비 메츠슈럿
- 허버트 크노프
- 하이케 마카취일

### 조연
- 로만 크니즈카
- 보탄 빌케 모링
- 프랑크 지에링
- 한노 코플러
- 펠릭스 크라메르
- 세바스티안 나카제브
- 로지 알바레즈
- 조아킴 비즈메이어

## 기타
- 미술: 울리카 폰 페게사크
- 의상: 니콜 피쉬놀러
- 배역: 네시 네슬라우어